# Stavkirke di Hemse
La stavkirke di Hemse è una palisadekirke riscoperta ad Hemse in Gotland in Svezia. Nello stesso luogo dell'attuale chiesa di Hemse vi era una stavkirke del primo periodo cristiano all'inizio dell'XI secolo. Le resistenti assi in quercia, riccamente ornate, furono usate come pavimento in legno dell'attuale chiesa. 
Questa stavkirke, o chiesa palizzata come sarebbe più corretto descriverla, è l'unica più o meno completa riscoperta dall'introduzione del cristianesimo in Svezia. È ora conservata presso il Museo Statens historiska a Stoccolma